# Otto Künzel
Otto Künzel (* 30. September 1903 in Kupferzell; † 21. September 1966 in Reutlingen) war ein deutscher Politiker der SPD und Verwaltungsbeamter. Er war Mitglied des Landtags von Württemberg-Hohenzollern und Staatskommissar für politische Säuberung.

## Leben und Wirken
Otto Künzel wurde als Sohn eines Hauptschullehrers geboren. Er besuchte die Volksschule in Kupferzell und anschließend die Oberrealschule in Schwäbisch Hall. Von 1926 bis 1928 absolvierte er eine Ausbildung für den gehobenen Verwaltungsdienst, die Berufspraktika bei der Kreissparkasse Neuenburg und im Bürgermeisteramt Großaspach einschloss. Nach erfolgreichem Abschluss seiner Ausbildung arbeitete Künzel zunächst als Assistent und später als Obersekretär bei der Reutlinger Stadtpflegebuchhaltung. 
Mit der Machtergreifung der Nationalsozialisten 1933 wurde er aus dem Beamtendienst entlassen und für fünf Monate im Schutzhaftlager Heuberg inhaftiert.
Nach seiner Entlassung versuchte sich Künzel als selbstständiger Steuerberater, durfte diesen Beruf jedoch aufgrund „politischer Unzuverlässigkeit“ nicht ausüben. Er wechselte daraufhin als Angestellter zur Firma Burkhardt in Pfullingen. 1938 wurde er wegen Vorbereitung zum Hochverrat zu einem Jahr und vier Monaten Haft verurteilt, die er in Ulm und Bettenreute verbüßte. Nach seiner Haftentlassung und einem halben Jahr der Arbeitslosigkeit fand Künzel eine Anstellung bei der Metall verarbeitenden Firma Braun & Kemmler in Tübingen, wo er eine verantwortungsvolle Position innehatte. Aufgrund dieser Tätigkeit wurde er während des Zweiten Weltkriegs nicht zur Wehrmacht eingezogen.

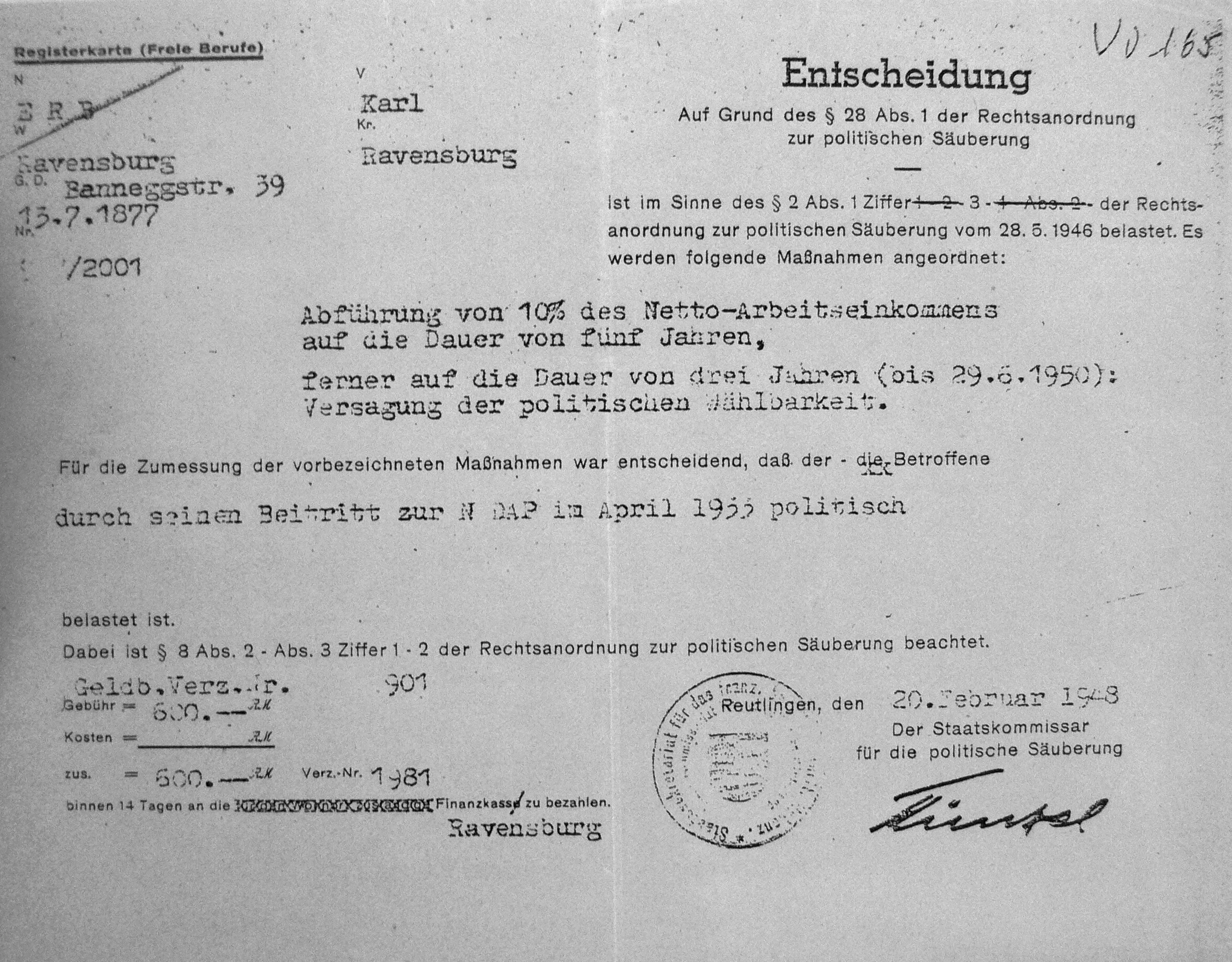
Künzels Unterschrift im Entnazifizierungsverfahren des Opernsängers Karl Erb (1948)

Nach Kriegsende kehrte Künzel als Verwaltungsreferent bei der Stadt Reutlingen in den öffentlichen Dienst zurück. Gleichzeitig engagierte er sich beim Wiederaufbau der SPD in Württemberg-Hohenzollern, der er bereits seit 1923 angehörte. Von 1946 bis 1952 war Künzel zunächst Mitglied der beratenden Landesversammlung und anschließend des Landtags von Württemberg-Hohenzollern. Im April 1946 wurde er auf Wunsch von Carlo Schmid, dem Oberhaupt der provisorischen Regierung, zum Staatskommissar für die politische Säuberung (Entnazifizierung) ernannt. In dieser Position sah er sich starker Kritik ausgesetzt und trat nach 13 Monaten zurück, nachdem er einen Nervenzusammenbruch und einen leichten Schlaganfall erlitten hatte.
Anschließend kehrte Künzel in den öffentlichen Dienst und die Lokalpolitik zurück. 1948 wurde er zum Stadtdirektor und 1957 zum Ersten Beigeordneten der Stadt Reutlingen ernannt, wodurch er die Bezeichnung Bürgermeister führen durfte. Dieses Amt bekleidete er bis zu seinem Tod. Zusätzlich war er Mitglied des Kreistags und hatte weitere öffentliche Funktionen inne.
Otto Künzel war zweimal verheiratet. Er starb am 21. September 1966, wenige Tage vor Vollendung seines 63. Lebensjahres, in Reutlingen.